# Partido Demócrata Cristiano (Noruega)
El Partido Demócrata Cristiano (bokmål: Kristelig Folkeparti, nynorsk: Kristeleg Folkeparti, abreviado: KrF) es un partido político noruego de centroderecha ideológicamente ubicado en la democracia cristiana. Fundado en 1933, es integrante tanto del Partido Popular Europeo, como de la Internacional Demócrata de Centro.

## Resultados electorales
|  | 0,8 % |

|  | 1,3 % |

|  | 7,9 % |

|  | 8,4 % |

|  | 10,5 % |

|  | 10,2 % |

|  | 10,4 % |

|  | 7,8 % |

|  | 7,8 % |

|  | 11,9 % |

|  | 9,7 % |

|  | 8,9 % |

|  | 8,3 % |

|  | 8,5 % |

|  | 7,88 % |

|  | 13,66 % |

|  | 12,41 % |

|  | 6,78 % |

|  | 5,54 % |

|  | 5,59 % |

|  | 4,24 % |

|  | 3,8 % |